# Juan Francisco Escobar
Pour les articles homonymes, voir Escobar.
Juan Francisco Escobar Valdez (né le 31 janvier 1949 ) est un ancien arbitre paraguayen de football. 

## Carrière
Il a officié dans des compétitions majeures : 
- Coupe du monde de football des moins de 20 ans 1985 (1 match)
- Copa Libertadores 1985 (finale aller)
- Copa América 1991 (3 matchs)
- Jeux olympiques d'été 1992 (2 matchs)
- Copa América 1993 (2 matchs)
- Copa Libertadores 1993 (finale retour)